# Dendrobium hymenocentrum
Dendrobium hymenocentrum är en orkidéart som beskrevs av Rudolf Schlechter. Dendrobium hymenocentrum ingår i släktet Dendrobium, och familjen orkidéer. Inga underarter finns listade i Catalogue of Life.